# آب‌انبار حوض خواهر محمد خان
آب‌انبار حوض خواهر محمد خان مربوط به دوره قاجاریه تا اوایل دوره پهلوی است و در شهرستان درمیان، بخش مرکزی، دهستان درمیان، روستای درمیان واقع شده و این اثر در تاریخ ۸ بهمن ۱۳۸۵ با شمارهٔ ثبت ۱۷۰۶۱ به عنوان یکی از آثار ملی ایران به ثبت رسیده است.